# Ameku Takao no Suiri Karte
Ameku Takao no Suiri Karte (天久鷹央の推理カルテ?) es una serie japonesa de novelas de misterio médico escrita por Mikito Chinen e ilustrada por Noizi Ito. Shinchōsha ha publicado trece volúmenes desde septiembre de 2014 hasta agosto de 2022 bajo su sello Shincho Bunko nex. La historia gira en torno a un médico que resuelve asesinatos y misterios médicos en el departamento de diagnóstico de un hospital general.
Una adaptación de manga ilustrada por Hiroki Ohara se serializó en la revista de manga seinen Monthly Comic @Bunch de Shinchōsha desde abril de 2016 hasta marzo de 2018, con sus capítulos recopilados en cuatro volúmenes de tankōbon. Jitsugyo no Nihon Sha comenzó a publicar una nueva edición de la serie de novelas del mismo autor e ilustrador en octubre de 2023 bajo su sello Jitsugyo no Nihon Sha Bunko. Una adaptación televisiva de la serie de anime producida por Project No.9 se emitió en enero a abril de 2025.

## Sinopsis
Takao Ameku, una doctora en el departamento de diagnóstico general del Hospital General Ten-Ikai, recibe la visita de muchas enfermedades que se consideran "difíciles de diagnosticar" y misterios que ni siquiera la policía puede resolver.
Asume el desafío de resolver este misterioso con Yuu Kotori, quien ha sido asignado al Departamento de Diagnóstico General como asistente.

## Personajes
Takao Ameku (天久鷹央 Ameku Takao?)
 Seiyū: Ayane Sakura
Yu Takanashi (小鳥遊優 Takanashi Yū?)
 Seiyū: Kensho Ono
Mai Konoike (鴻ノ池舞 Kōnoike Mai?)
 Seiyū: Manaka Iwami
Mazuru Ameku (天久真鶴 Ameku Mazuru?)
 Seiyū: Nana Mizuki
Ōwashi Ameku (天久大鷲 Ameku Ōwashi?)
 Seiyū: Fumihiko Tachiki
Ryūya Naruse (成瀬隆哉 Naruse Ryūya?)
 Seiyū: Junichi Suwabe
Kimiyasu Sakurai (桜井公康 Sakurai Kimiyasu?)
 Seiyū: Hiroaki Hirata
Junko Sumida (墨田淳子 Sumida Junko?)
 Seiyū: Miyuki Sawashiro

## Contenido de la obra

### Manga
Una adaptación de manga ilustrada por Hiroki Ohara se serializó en Monthly Comic @Bunch de Shinchosha del 21 de abril de 2016 al 20 de marzo de 2018. Los capítulos de la adaptación al manga se recopilaron en cuatro volúmenes de tankōbon desde el 9 de septiembre de 2016 hasta el 9 de junio de 2018.
| Volúmenes de manga publicados | Volúmenes de manga publicados | Volúmenes de manga publicados |
| Número                        | Fecha de lanzamiento          | ISBN                          |
| ----------------------------- | ----------------------------- | ----------------------------- |
| 1                             | 9 de septiembre de 2016       | ISBN 978-4-10-771912-6        |
| 2                             | 9 de marzo de 2017            | ISBN 978-4-10-771960-7        |
| 3                             | 9 de noviembre de 2017        | ISBN 978-4-10-772022-1        |
| 4                             | 9 de junio de 2018            | ISBN 978-4-10-772090-0        |

### Anime
El 3 de abril de 2024 se anunció una adaptación de la serie de televisión de anime producida por Aniplex, animada por Project No.9 y dirigida por Kazuya Iwata, con Satoru Sugizawa escribiendo los guiones de la serie, Yuka Takashina diseñando los personajes y Fox Capture Plan componiendo la música. La serie se emitió del 2 de enero al 3 de abril de 2025 en Tokyo MX y otras cadenas. El tema de apertura, "Scope", es interpretado por Aimer, mientras que el tema de cierre, "will be fine", es interpretado por Gospellers y Anly. Crunchyroll obtuvo la licencia de la serie fuera de Asia.

## Recepción
En febrero de 2024, la serie tenía más de 3 millones de copias en circulación.